# Sa Sol

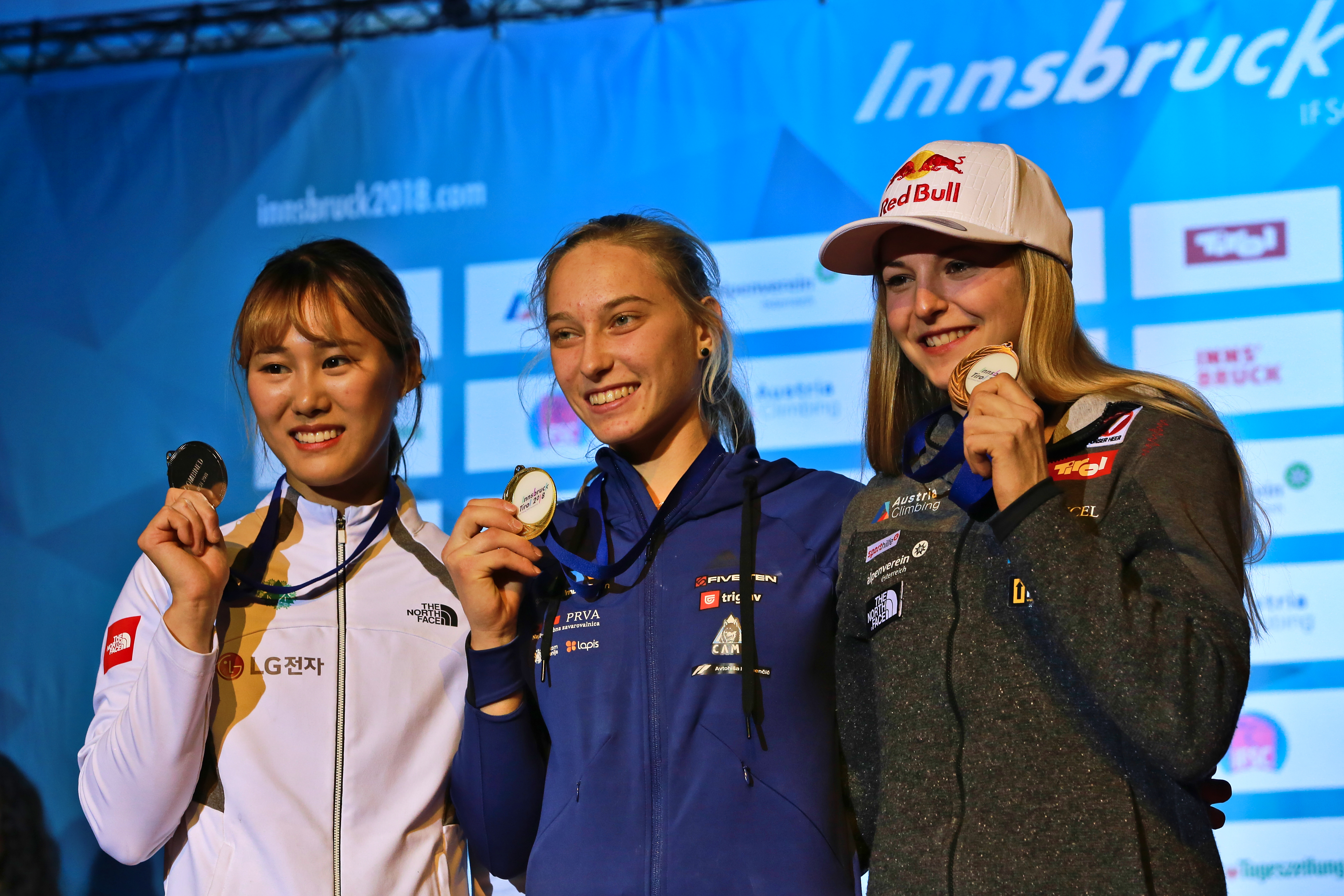
Innsbruck 2018. Podium we wsp. łącznej. Od lewej; Sa Sol KOR (2 m.), Janja Garnbret SLO (1 m.) oraz Jessica Pilz AUT (3 m.)

Sa Sol (Hangul: kor. 사솔, ur. 21 marca 1994 w Cheongju) – południowokoreańska wspinaczka sportowa. Specjalizuje się w boulderingu, prowadzeniu oraz we wspinaczce łącznej, wicemistrzyni świata oraz igrzysk azjatyckich z 2018 roku.

## Kariera
W 2012 w chińskim Haiyang zdobyła brązowy medal na plażowych igrzyskach azjatyckich boulderingu, a w 2018 na 18. igrzyskach azjatyckich w Dżakarcie zdobyła srebrny medal we wspinaczce łącznej.
W Innsbruck w roku 2018 wywalczyła srebrny medal na mistrzostwach świata we wspinaczce łącznej.
W 2019 w Tuluzie brała udział w kwalifikacjach do IO 2020 w Tokio we wspinaczce łącznej, gdzie zajęła 18 miejsce, ostatnią zawodniczką z uzyskanymi kwalifikacjami na igrzyska była sklasyfikowana na pozycji 9.

## Osiągnięcia

### Mistrzostwa świata
| Konkurencje        | 2014 | 2016 | 2018 | 2019 |
| Bouldering         | 31   | –    | 8    | 27   |
| Prowadzenie        | –    | –    | 17   | 39   |
| Wspinaczka na czas | –    | –    | 31   | 21   |
| Wspinaczka łączna  | –    | –    | 2    | 24   |

### Igrzyska azjatyckie
| Konkurencje | 2018 |
| Wsp. łączna | 2    |

### Mistrzostwa Azji
| Konkurencje | 2014 | 2015 | 2016 | 2018 |
| ----------- | ---- | ---- | ---- | ---- |
| Bouldering  | 2    | 4    | —    | 9    |